# Бычков, Станислав Александрович

Фотопортрет

Станислав Александрович Бычков (1928—2017) — советский и российский авангардный художник, ученик Э. М. Белютина.

## Биография
Станислав Александрович Бычков родился 17 августа 1928 года в Москве в семье политрука Александра Степановича Бычкова и его супруги Антонины Васильевны Козловой, завуча железнодорожной школы.
С начала Великой Отечественной войны семья находилась в эвакуации в Оренбурге.
Вернувшись в Москву в 1942—1943 г., после окончания 7 классов железнодорожной школы, Станислав Бычков поступает в лётное училище, через год переходит в металлургический техникум и оканчивает второй курс. Далее учится в 10 классе школы рабочей молодёжи, параллельно работая в высшей офицерской школе связи — «рисовал там учебные пособия, таблицы…» (по воспоминаниям художника)
В 1948 году поступает в МПИ на специальность «художественный редактор». За все курсы сменилось немалое количество преподавателей (Горощенко Г. Т., Фёдоров Г. В. Чекмазов И. И., Захаров П.Г., Гончаров А. Д.….).Некоторые из них развили в студентах серьёзный интерес к рисунку. Бычков и ряд его сокурсников стремились -  заниматься живописью и рисунком, для этого дополнительно посещали студии.
В 1953 году, после окончания обучения в институте, Станислав получает работу по распределению в Центральную экспедицию знаков почтовой оплаты Министерства связи Союза ССР. Параллельно со штатной работой он решает продолжать учёбу и поступает на курсы повышения квалификации для работников полиграфической промышленности, посещает группы рисунка и анатомии. Там он знакомится со множеством свободных художников и, следуя их примеру, уходит со штатной должности. с этого момента и до самой пенсии Станислав Бычков будет работать в разных издательствах - «Искусство», Госполиздат и др. - внештатным сотрудником.
В 1954 году вести курсы пришёл новый молодой педагог - Э.М.Белютин.
Спустя два года обучение на курсах закончилось, и группа продолжила заниматься вне стен института. Это была первая студия Элия Белютина. Некоторые участники дальше будут состоять в студии «Новая реальность». Во время нахождения Станислава Бычкова в студии Э.Белютин и его жена Н.М.Молева выпускают в издательстве "Искусство" книги "П.П. Чистяков - теоретик и педагог", "Школа Ашбе" (последняя - в оформлении Бычкова).
Участвовал в 50-е г. в творческой поездке по Краснодарскому краю под директорством Александра Сысоева (тоже выпускника МПИ) и в последующей большой выставке в Краснодаре.
Творческие поездки случались периодически - ездили в дом отдыха на Оку, в Алексин Бор...
Незадолго до 1962 года и той самой прогремевшей, разгромленной Хрущевым выставки в манеже, С. Бычков в числе некоторых белютинцев покинул студию.

В 1958 году Антонина Васильевна получила квартиру от министерства рыбной промышленности в двухэтажном многоквартирном доме в районе под названием Лосинка (тогда - г. Бабушкин, в наше время - бабушкинский район Москвы). Здесь Станислав Бычков долгое время жил со своей семьёй. С Лосинкой связан период учёбы и творческого становления художника. О жизни в г. Бабушкином во второй половине XX века можно судить по воспоминаниям художника Анатолия Смелякова.

«В 30-х годах вокруг Красной Площади в Москве шла большая стройка и жильцов переселяли в Подмосковье. Им давали ссуду и они сами строили себе дома на 5−6 семей. Поэтому почти все дома в центре Лосинки были двухэтажные с большими верандами и затейливыми башенками.
Переселенцы в основном были интеллигентные москвичи, многие из них были родственниками репрессированных. На 4-м Ватутинском снимала комнату моя мама и я часто бывал в этом громадном двухэтажном деревянном доме. У соседки на стенах висели картины Саврасова, Аладжалова, Бялыницкого—Бирули и Петровичева. Мебель была старинная и темная. Я помню, как вернулся из заключения реабилитированный брат соседки, он сильно кашлял и вскоре умер. Через дорогу стоял небольшой домик, где жили двое музыкантов, пожилые муж и жена. К ним иногда приезжал Святослав Рихтер и из дома слышались звуки рояля. Таких жильцов в Лосинке тогда было много."
"Поближе к станции на улице Летчика Бабушкина жила семья Вишневских. Один из них, врач, прославился тем, что изобрел „мазь Вишневского“.
Его брат Феликс Эммануилович Вишневский в 80-х годах основал музей имени Тропинина. Всю жизнь он коллекционировал картины русских живописцев, вкладывая все свои скудные средства в это дело. Особенно страстно он выискивал произведения Тропинина, и когда их накопилось изрядное количество, ему выделили прекрасный особняк, где до сих пор хранятся прекрасные произведения нашего русского великого художника.

Недалеко от нашего общежития было общежитие Московского кинематографического института. В 60-е годы в нем жили, будучи студентами, артисты кино Мордюкова, Шукшин и др."
Среди жителей Лосинки можно было встретить много интересных простых, незаметных людей, знавших и видевших великих писателей и художников.

В 1968 году Станислав решил организовать небольшую и чуть ли не единственную прижизненную персональную выставку своих работ — в полуподвале детской студии, без афиши и вернисажа.
«Мой сосед по Лосинке, потом - г. Бабушкин, потом Бабушкинский район Москвы, тоже окончивший наш институт, вел художественный кружок. Как художник оформитель я участвовал в нескольких выставках. После выхода из студии я довольно много работал для себя. И в 68 г в лосинке, где я жил, в большом подвале изостудии при ЖЭКе, устроил выставку своей живописи. Потом в этом подвале устраивали свои выставки и мои друзья-лосиноостровцы.» - воспоминания Станислава Бычкова.
Выставки сопровождались обязательным обсуждением работ, все присутствовавшие становились вокруг стола и по часовой стрелке по очереди должны были высказаться, довольно обстоятельно. Одно из приятных знакомств на таком обсуждении состоялось с Виктором Мироновым — выпускником училища в Палехе и ВГИКа. Виктор занимался иконописью и пригласил Станислава Бычкова в свою бригаду для росписи церквей. Каждая церковь расписывалась иногда пару-тройку сезонов (все лето и до ноября), у Бычкова таких поездок случилось 10-12.
" ...работали в академической манере, внимательно смотрели на великих — Александра Иванова, Рафаэля, Караваджо…"
«Надо сказать, что я лет двадцать ездил с бригадой очень хороший художников расписывать церкви. Начал я с Камышина на Волге. Потом много работали в Мордовии - каменные броды, Саранск, Сердобск. И даже Новосибирск. За один сезон мы не успевали расписать церковь, поэтому ездили по два и три сезона, обычно Летом и иногда до ноября-октября.» - Станислав Бычков.(из воспоминаний художника)

В это время Станислав Бычков знакомится с художественным редактором выпускником полиграфического института Николаем Михайловичем Ивановым. Он жил в Ивантеевке, где однажды познакомился с местным настоятелем, Отцом Иоанном (куратором всех церквей Пушкинского района Московской области), а тот предложил художнику расписать восстанавливающуюся церковь в дер. Комягино. Николай предложил Станиславу расписывать вдвоём.
«Года два или три я приставал к Николаю — когда начнем расписывать? Еще не восстановили, - отвечал Николай. - скоро. И вот Коля пропал. Ни на работе, ни дома нет. Неделя, вторая. Все волнуются. Прошло около месяца. Естественно, его разыскивали. Обнаружили в одном из моргов Подмосковья.»
Отпевали Николая в той самой церкви около Ивантеевки, С. Бычков тогда её в первый раз и увидел — всю в лесах, со сбитой штукатуркой. А вскоре батюшка позвал Станислава уже лично расписывать ту церковь.
Началась работа длинной в 10 лет. Первые 2-3 года Художник работал с напарником из бригады В. Миронова. Так, усилиями настоятеля отца Александра с помощью Станислава Бычкова была восстановлена церковь, построенная в 1678 году в честь Сергия Радонежского. А дальше уже Станислава, года через два, тот самый отец Александр пригласил расписывать только построенную церковь в г. Юбилейном, чем художник и занимался во второй половине 2000-х, когда ему было уже больше 70.
Последние 26 лет до пенсии художник работал в издательстве «Мир».
Скончался в 2017 году.

## Персональные выставки
1966 Выставка в подвале дома в Янтарном проезде, Москва
2003 В честь 75-летия художника. Центральная библиотека № 110, Москва

## Групповые выставки
1953 Московский объединённый комитет художников-графиков (Малая Грузинская, 28)
1960 Выставка в Центральном доме работников искусств, Москва
1982 От Манежа до Манежа. ЦВЗ Манеж, Москва
2015 Музей с предсказаниями. Московский музей современного искусства

## Коллекции
Галерея современного искусства ARTSTORY, Москва
Московский музей современного искусства